# Christian Darrouy
Vous lisez un « bon article » labellisé en 2015.

a Compétitions nationales et continentales officielles uniquement.

b Matchs officiels uniquement.
Christian Darrouy, né le 13 janvier 1937 à Pouydesseaux (Landes), est un joueur de rugby à XV international français qui évolue au poste d'ailier du milieu des années 1950 jusqu'à la fin des années 1960.
Il compte quarante sélections en équipe de France entre 1957 et 1967. Il marque 69 points, 23 essais, le record français de l'époque. Fidèle au club du Stade montois, il est un des acteurs de la victoire française lors de deux Tournois des Cinq Nations (1959 et 1967). Il a été désigné capitaine à dix reprises. Il participe à la tournée en Afrique du Sud en 1964 et en 1967. Il est champion de France en 1963 et finaliste en 1959.
Il évolue en club et en équipe de France aux côtés des trois-quarts centres André et Guy Boniface.

## Carrière sportive

### Jeunesse
Christian Darrouy est né le 13 janvier 1937 à Pouydesseaux dans les Landes. Sa mère est originaire de Pontonx-sur-l'Adour et son père est né à Saint-Vincent-de-Tyrosse. C'est un bon joueur de football, il a gagné le concours régional du jeune footballeur, il intéresse le club des Girondins de Bordeaux. Son professeur de gymnastique lui demande de l'aide pour un match de rugby à XV et l'intègre alors en tant qu'ailier dans l'équipe des Boutons d'or du lycée de Mont-de-Marsan. Sa puissance démontrée pendant cette rencontre scolaire est signalée aux dirigeants du Stade montois. Ces derniers lui font passer des tests avec l'équipe junior, alors que Christian Darrouy se fâche avec les dirigeants de son club de football. Lors de ce match avec les jeunes Montois, il marque cinq essais et attire l'attention du président Camille Pédarré. Le dirigeant du club de la préfecture landaise convainc alors les parents de Darrouy de continuer la pratique du rugby à XV et d'abandonner celle du football.

### Débuts avec le Stade montois et en équipe de France
Christian Darrouy est remarqué lors du début de saison de championnat 1956-1957, notamment lors du match nul concédé par le Racing club de France en décembre 1956 à domicile contre le Stade montois.
Lucien Rogé prévu comme trois-quarts centre pour affronter l'équipe d'Irlande dans le cadre de la deuxième journée du Tournoi des Cinq Nations 1957, déclare forfait ; André Boniface est décalé de l'aile au centre et son coéquipier en club, Christian Darrouy, est convoqué à l'issue d'un match de sélection joué à Mont-de-Marsan. Christian Darrouy reçoit sa première cape à l'âge de 20 ans le 26 janvier 1957,. Les Irlandais s'imposent 11 à 6,. Jack Kyle et ses coéquipiers dominent le match, Christian Darrouy a l'occasion d'intercepter un ballon d'attaque irlandais. Il est retenu pour les deux derniers matchs du Tournoi, perdus 9 à 5 contre l'Angleterre et 19 à 13 contre le pays de Galles,. À Twickenham, Christian Darrouy est à la finition d'un mouvement initié par Bouquet qui trouve Dupuy ; celui-ci déborde le long de la touche, tape le ballon au-dessus du défenseur, le reprend, le frappe à nouveau vers la ligne de but anglaise. Les avants français récupèrent le ballon qui est transmis à Domenech ; celui-ci passe le ballon à Darrouy qui termine l'action.
Christian Darrouy est retenu pour deux test matchs juste après le Tournoi ; il marque deux des huit essais lors d'une victoire contre l'Italie et il joue face à la Roumanie à Bucarest le 19 mai 1957. C'est le premier déplacement des Français à Bucarest et le match de rugby à XV est associé à un match de football devant une assistance de 95 000 spectateurs,. La France s'impose 18 à 15.
Alors que Darrouy compte déjà cinq sélections en équipe nationale dont deux à l'aile aux côtés d'André Boniface, il remporte le championnat de France junior 1956-1957 avec Guy Boniface et les jeunes du Stade montois contre ceux du Racing club de France.
Christian Darrouy refuse d'être remplaçant en 1958 pour pouvoir aller à la chasse. Il ne participe pas à la tournée de l'équipe de France de rugby à XV en 1958 en Afrique du Sud, la première tournée d'une équipe de rugby à XV représentant la France dans une nation du Commonwealth de l'hémisphère Sud, qui aboutit à une victoire finale sur la série de test matchs (une victoire et un match nul) : il n'est pas retenu par les sélectionneurs. En club, Christian Darrouy et ses coéquipiers sont battus en huitième de finale du championnat 1957-1958 par la Section paloise sur le score de 0 à 3, résultat comparable à celui de la saison précédente.
Christian Darrouy est retenu dans un groupe élargi de joueurs pour un match de pré-sélection nationale à Toulon en décembre 1958,. Il est en concurrence à ce poste avec deux adversaires redoutables, Henri Rancoule (champion de France 1956, 1957, 1958 avec Lourdes, huit sélections au 31 décembre 1958 dont cinq en 1958) et Jean Dupuy (seize sélections, neuf essais de 1956 à 1958).
Christian Darrouy fait partie de l'équipe de France qui gagne son premier Tournoi en solitaire en 1959. Pour la première fois, les Français terminent seuls en tête du Tournoi, avec deux victoires, un nul et une défaite. C'est moins bien qu'en 1951, 1954 et 1955 (trois succès) mais les adversaires se sont neutralisés ; Lucien Mias dirige alors l'équipe. Christian Darrouy ne dispute qu'une rencontre contre l'Angleterre qui se termine sur un match nul 3 partout, à la suite des forfaits de Jacques Bouquet et de Gérard Mauduy.
Lors de la saison de championnat de France de rugby à XV 1958-1959, le 24 mai 1959 au parc Lescure de Bordeaux, sous la direction d'Albert Ferrasse en tant qu'arbitre, les coéquipiers de Christian Darrouy affrontent le Racing club de France en finale, ils s'inclinent 8 à 3. Les Landais comptent pourtant neuf internationaux en titre ou à venir : une équipe complète, avec des avants solides (Pierre Cazals, Pierre Pascalin, Jean-Baptiste Amestoy, Paul Tignol, Jean-Roger Bourdeu), un demi de mêlée confirmé (Pierre Lacroix), une ligne de trois-quarts avec trois internationaux (Christian Darrouy, André et Guy Boniface). Avant la mi-temps, les joueurs du Racing prennent un avantage de 8 à 0 avec un essai transformé et un but marqué en début de match. Si Guy Boniface marque un essai, la victoire est acquise aux Parisiens.
Si Christian Darrouy perd sa première finale en 1959, il remporte le challenge Yves du Manoir en 1960, contre l'AS Béziers sur un match nul 9 à 9 au bénéfice des essais marqués. Mont-de-Marsan termine équipe la mieux classée de la première phase du championnat avant de perdre en quarts de finale contre Béziers ; les coéquipiers de Christian Darrouy prennent donc une revanche.
Lors de la saison de championnat de France de rugby à XV 1960-1961, Béziers bat le Stade montois de Christian Darrouy en demi-finale et remporte le championnat avant de retrouver les Landais en finale du challenge Yves du Manoir. Les Landais prennent le dessus avec la vitesse des trois-quarts, les sprints et les recentrages de l'ailier Christian Darrouy pour une victoire 17 à 8.
Christian Darrouy parvient à gagner un troisième titre consécutif du challenge Yves du Manoir en s'imposant 14 à 9 contre la Section paloise. Il parvient à marquer un essai qui permet à son équipe de l'emporter.

### Champion de France et titulaire en équipe de France

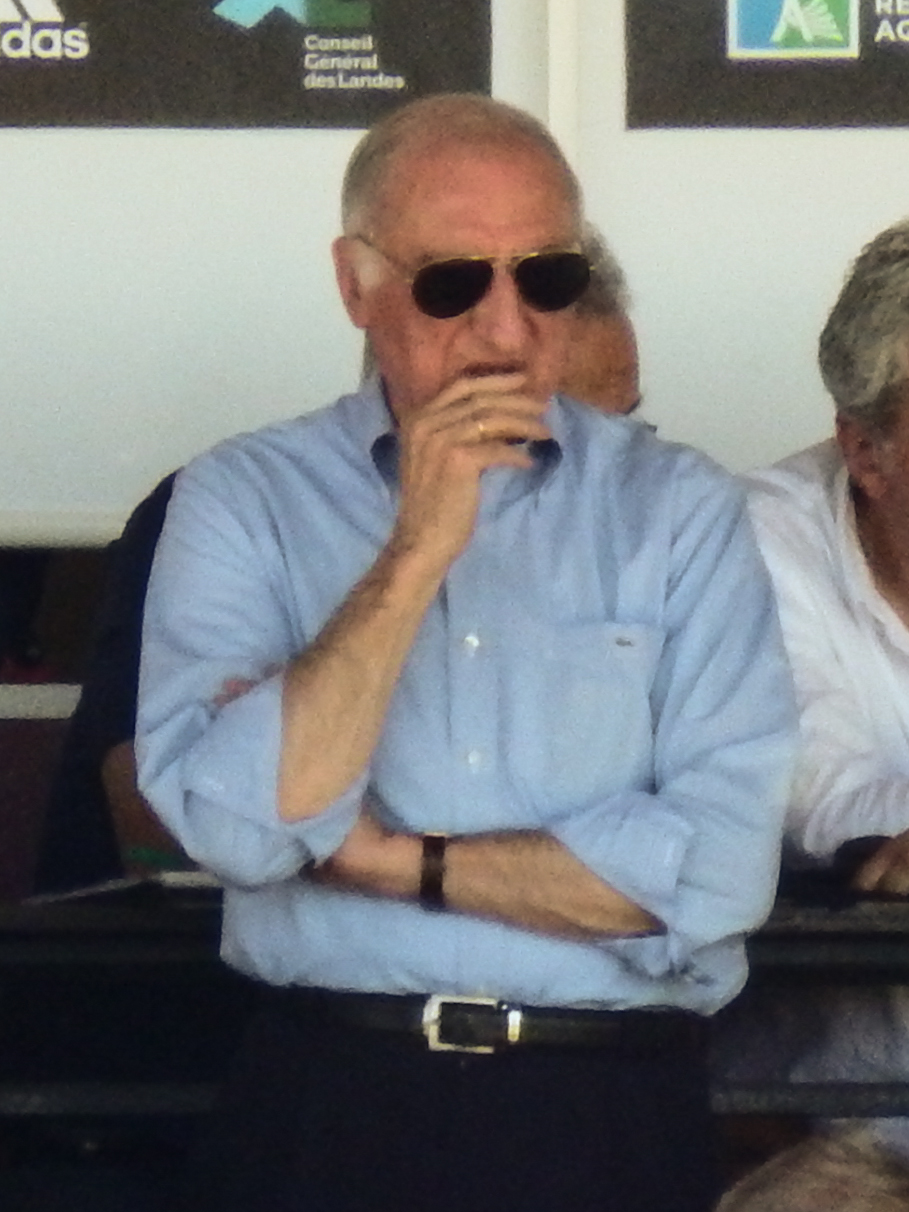
Pierre Albaladejo, ici en 2015, joue avec Christian Darrouy en équipe nationale de 1960 à 1964 et contre lui la finale du championnat 1962-1963.

Christian Darrouy se met en valeur lors du match de pré-sélection nationale à Toulouse en décembre 1962. Il est retenu pour le Tournoi des Cinq Nations 1963. Dans cette édition, l'équipe de France s'incline à deux reprises, mais termine deuxième du Tournoi. Les quarante points des Français sont inscrits par Pierre Albaladejo (seize points, une pénalité, un drop, cinq transformations), Christian Darrouy (neuf points, trois essais) et ses coéquipiers de club Guy Boniface (neuf points, trois essais) et André Boniface (six points, deux drops), tous les quatre joueurs landais,. Christian Darrouy marque trois essais face à l'Irlande,. Christian Darrouy et le deuxième ailier, Jean Dupuy, permettent à l'équipe de France de sortir du piège italien en marquant deux essais pour une victoire compliquée 14 à 12 le 14 avril 1963 à Grenoble.
Darrouy et le Stade montois atteignent la demi-finale du challenge Yves du Manoir, disputée contre le CA Brive le 26 mai 1963 à Perpignan. Alors que les Landais sont menés au score sur la marque de 8 à 0 et que leur capitaine Guy Boniface manque de quitter le terrain après un rude plaquage collectif de trois joueurs brivistes cinq minutes plus tôt, Christian Darrouy contre un dégagement des Limousins et inscrit un essai sous les poteaux, transformé par André Boniface. À quelques secondes de la fin de la rencontre, le troisième ligne montois Bernard Couralet, soutenu par Darrouy et son capitaine et seulement séparé de la ligne d'essai par l'arrière adverse Serge Castiglioni, manque la dernière occasion de faire triompher son équipe.
Quelques jours plus tard, Christian Darrouy et son club se hissent en finale du championnat de France 1963 après avoir écarté le CS Vienne, le Biarritz olympique, le RC Chalon et le FC Lourdes. Pour André Boniface, la demi-finale contre Lourdes était « le sommet de la saison. Lourdes était la référence avec Jean et Maurice Prat, Gachassin, Crauste. Nous nous sommes toujours inspirés de ce qu’ils faisaient sans jamais parvenir à mettre en place un rugby aussi complet qu'eux ».
La finale du championnat de France disputée à Bordeaux suscite beaucoup de ferveur dans les Landes, puisque l'US Dax est opposé aux coéquipiers de Christian Darrouy. Quarante kilomètres séparent les deux villes, la préfecture et la sous-préfecture ; aucun des deux clubs n'a encore gagné le titre. Parmi les nombreuses couvertures médiatiques sur la semaine précédant l'événement sportif landais, l'une des plus notables est à l'initiative du journal régional Sud Ouest. Les rédactions départementales organisent une rencontre sur terrain neutre entre les capitaines et entraîneurs des deux clubs : Pierre Albaladejo et Jean Desclaux face à André Boniface et Fernand Cazenave répondent ainsi aux questions de la presse à Tartas, commune à équidistance des deux cités landaises concernées. La tension est énorme, « la rencontre est assez décevante sur le plan du jeu » avoue André Boniface, joueur du Stade montois, et la victoire 9 à 6 est l'essentiel pour les Montois. « Quand on perd, tout s'effondre, vous n'existez plus. » ajoute le centre international. Christian Darrouy se claque en première mi-temps après une trentaine de minutes et fait le nombre,. Le style de jeu de la rencontre ne favorise effectivement pas le jeu d'arrière, et l'ailier droit montois vient de passer vingt minutes sans toucher le ballon et sans courir avant de filer le long de la touche et de jouer son coup de pied de recentrage à une quinzaine de mètres de l'en-but dacquois, ce mouvement « à froid » conduisant à son claquage. « Pour la finale, nous avions décidé de sacrifier notre jeu (…) La blessure en début de match de Christian Darrouy, qui était notre finisseur, nous a confortés dans cette option », confesse André Boniface,,. Christian Darrouy concède quelques jours après le match à un journaliste : « Je n'ai jamais connu dans ma vie un moment de désespoir aussi total. À un instant où nous jouions la carte capitale de notre carrière, j'étais pareil à un unijambiste. J'en étais peiné pour mes camarades contraints d'assumer ma part de travail. ».

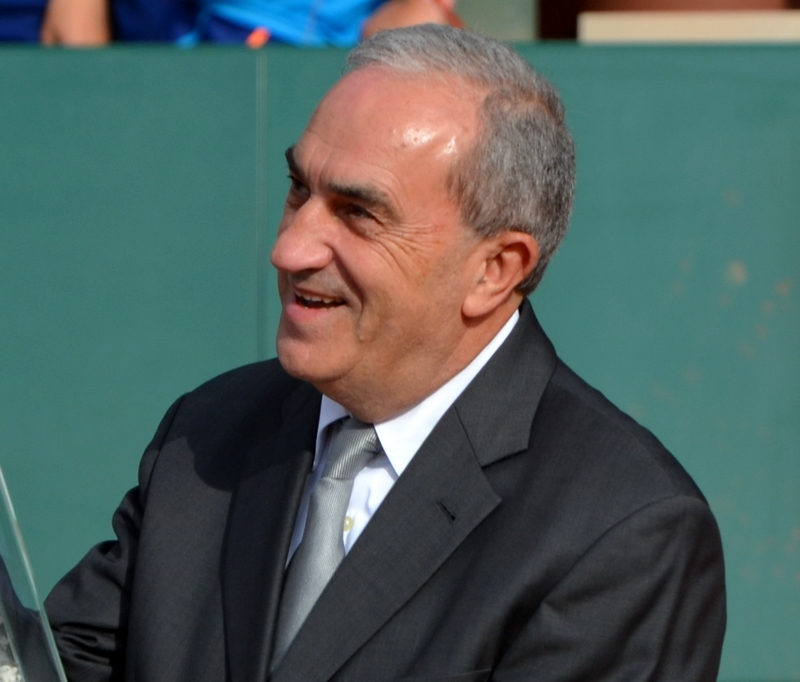
Jean Gachassin, coéquipier de Christian Darrouy en équipe de France de 1964 à 1967, adversaire en finale du challenge Yves du Manoir 1966.

Pour le premier match du Tournoi des Cinq Nations 1964, le 4 janvier 1964 à Édimbourg, les sélectionneurs retiennent aux ailes Jean Dupuy et Jean Gachassin, les Français s'inclinent 10 à 0 contre l'Écosse. L'ailier montois est retenu pour le match contre les All Blacks en tournée en Europe le 8 février 1964, pour une défaite 12 à 3. Contre l'Angleterre, la France s'incline de nouveau, Christian Darrouy joue correctement et parvient à marquer un essai. Lors du dernier match du Tournoi contre l'Irlande, la France l'emporte 27 à 6. Christian Darrouy marque un essai sur un mouvement des trois-quarts de 80 mètres ; il parvient même à inscrire un deuxième essai.
Christian Darrouy est retenu pour effectuer la tournée de l'équipe de France en Afrique du Sud. Le 25 juillet 1964, il affronte les Springboks à Springs. Les circonstances sont peut-être les plus difficiles possibles. La pression est importante : la précédente tournée de l'équipe de France de rugby à XV en 1958 en Afrique du Sud a été un succès. La France domine le match grâce au pack d'avants, elle prend l'avantage sur un essai de Christian Darrouy. Les Sud-Africains manquent une transformation et la France s'impose 8 à 6. Sur l'action de l'essai, il se claque ; en 1964, il n'y a pas de remplacement. Il reste sur le terrain et dissimule sa blessure. Les Sud-Africains ne mettent pas de pression sur son côté, la France l'emporte. C'est le premier essai marqué par un Français en Afrique du Sud en test match et le plus beau souvenir rugbystique de la carrière de Christian Darrouy,.
Un match international est organisé contre les Fidji, c'est l'occasion de rendre un hommage à Raymond Albaladejo et ses coéquipiers Jean Othats et Émile Carrère décédés dans un accident de la route après avoir disputé un match amical avec l'US Dax,. Christian Darrouy marque deux essais.
Lors du Tournoi des Cinq Nations 1965, Christian Darrouy dispute trois des quatre rencontres. Il déclare forfait pour le match France-Galles. Le 9 janvier 1965, Christian Darrouy marque deux essais pour le premier match du Tournoi. Jean Gachassin en inscrit un, Jean Piqué un autre, Paul Dedieu transforme deux essais. La ligne d'attaque est composée de Jean Capdouze - Christian Darrouy, Jean Piqué, Guy Boniface, Jean Gachassin - Paul Dedieu.
Lors de la saison de championnat 1964-1965, Christian Darrouy et ses coéquipiers s'inclinent (14-6) en demi-finale contre le CA Brive. En 1965, il termine troisième de l'Oscar du Midi olympique (meilleur joueur français du championnat).

### Capitaine en équipe de France et fin de carrière internationale
Pour le deuxième match du Tournoi des Cinq Nations 1966, le 29 janvier 1966 au stade olympique Yves-du-Manoir de Colombes, Christian Darrouy marque les deux essais de la victoire 11 à 6, l'un sur un coup de pied de recentrage de l'ailier droit Jean Gachassin que l'ailier gauche récupère le premier et le second sur une passe d'André Boniface qui a percé et transmet sur sa gauche. La ligne d'attaque est la suivante : Jean-Claude Roques - Christian Darrouy, André Boniface, Guy Boniface, Jean Gachassin - Claude Lacaze.
Le 26 mars 1966, le pays de Galles et la France s'affrontent à Cardiff avec la victoire dans le Tournoi comme enjeu, les Gallois l'emportent 9 à 8. Stuart Watkins, l'ailier gallois, intercepte une passe de Jean Gachassin et marque l'essai de la victoire. Midi olympique écrit : « le pack français trahi ! ». La Fédération en profite pour démettre Jean Prat de sa fonction d'homme de terrain, pour écarter Jean Gachassin, André, Guy Boniface, et Michel Crauste,. Pourtant, entre mars 1964 et mars 1966, en deux années, la France a remporté onze victoires, concédé trois matchs nuls pour deux défaites. Christian Darrouy, qui occupe le poste d'ailier et que les gens trouvent sympathique, récupère le rôle de capitaine que tenait Michel Crauste.

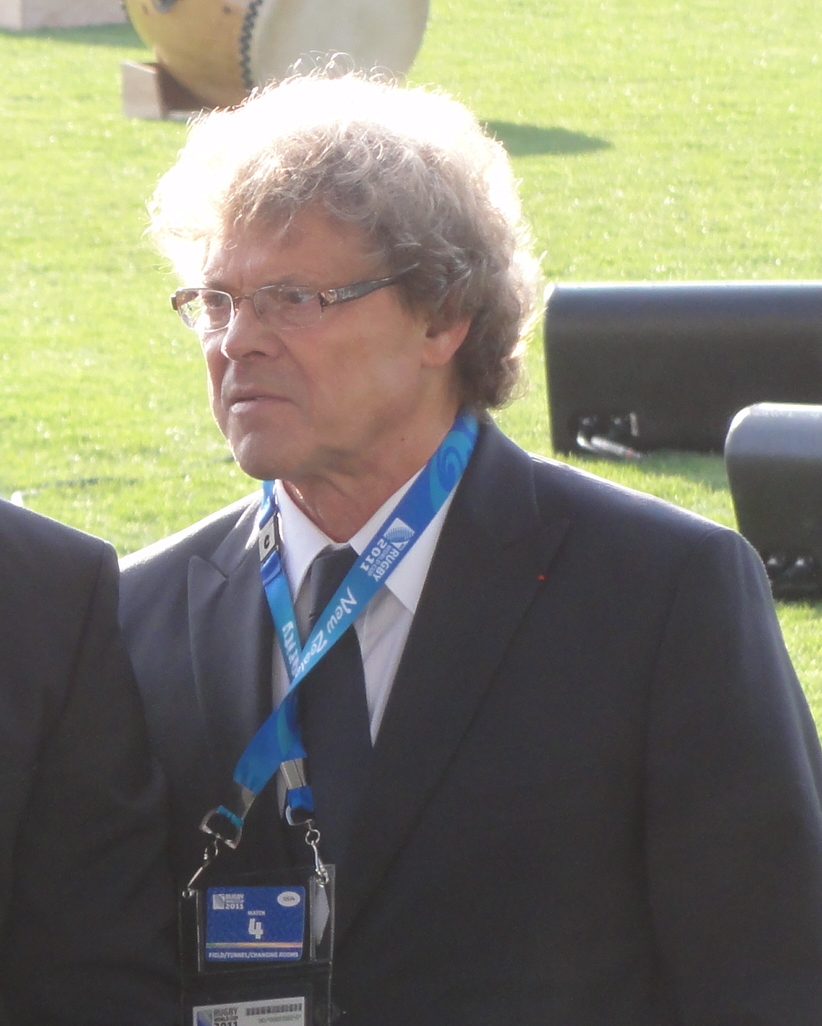
Jo Maso débute en équipe nationale en 1966 avec Christian Darrouy comme capitaine.

Lors de la saison 1965-1966, le Stade montois de Christian Darrouy affronte Lourdes en finale du Challenge Yves du Manoir et s'incline (16-6). Les Landais sont privés de ballons ; sur un rare ballon d'attaque, André Boniface initie un mouvement, poursuivi et achevé par Darrouy et Guy Boniface pour un bel essai.
Christian Darrouy débute comme capitaine du XV de France le 27 novembre 1966 lors d'un déplacement à Bucarest contre l'équipe de Roumanie avec une victoire 9 à 3. Alors qu'en 1964 et 1965, l'ailier a inscrit six essais en équipe de France chaque année, l'année 1967 est plus compliquée avec une unique réalisation contre l'Italie.
Pour le premier match du Tournoi des Cinq Nations 1967, la France domine la première mi-temps jusqu'à la blessure de Jo Maso (entorse du genou) ; les Écossais parviennent à s'imposer petitement 9 à 8, trois coups de pied contre deux essais et une transformation,.
Entre 1967 et 1969, en 29 rencontres, 47 joueurs connaissent une première sélection, 17 évoluent à un poste inhabituel, 129 fois un joueur est de retour. Par exemple, Jean Gachassin, sur cinq matchs entre les mois de janvier et d'avril, joue successivement aux postes de demi d'ouverture, d'arrière, de centre et d'ailier. Et pourtant les Français de Christian Darrouy gagnent le Tournoi des Cinq Nations 1967 seuls avec un bilan de trois victoires et une défaite. La France gagne notamment à Twickenham 16 à 12 ; Christian Darrouy rencontre un cousin du général de Gaulle et adresse à ce dernier un télégramme « Mission accomplie ! ». Le capitaine reçoit à son domicile une lettre de félicitations du Président de la République. Pour le finisseur landais, un regret subsiste : « Moi, j'ai perdu le Grand Chelem 1967 contre l'Écosse après que Maso se soit blessé dès le début, on avait joué à quatorze. ».
Le championnat est plus difficile pour l'ailier landais et ses coéquipiers. Après s'être incliné en quart de finale 3 à 6 contre le SC Graulhet en 1965-1966, Christian Darrouy et les frères Boniface s'inclinent de nouveau en 1966-1967 en quart de finale contre le même adversaire sans briller : 3 à 9 après prolongation.
Les Français partent en tournée en Afrique du Sud en 1967 avec quatre test matchs au programme. Jean Prat évoque « les graves lacunes de cette tournée », Henri Garcia souligne également les carences d'intendance élémentaire. Après deux défaites dans les deux premiers matchs contre les Sud-Africains, le capitaine Christian Darrouy est remplacé pour le troisième. Si Christian Darrouy joue le dernier match, la blessure est grande, : c'est son dernier match international. Alors qu'il est capitaine de la tournée, il est écarté à cause de sa défense « alors qu'en trente-neuf matchs internationaux un seul ailier m'a passé d'homme à homme : le Gallois Stuart Watkins ». Il fait ses adieux sur un match nul.
En 1967-1968, Christian Darrouy et ses partenaires de club s'inclinent en quart de finale, dominés par le FC Lourdes, qui sera champion de France cette saison-là. Il est toujours présent au sein des lignes arrières montoises lors du retour à la compétition d'André Boniface en 1970. Il atteint encore le quart de finale du championnat en 1970-1971 joué contre le SU Agen au stade Maurice-Boyau et le huitième de finale de 1971-1972 disputé à Bayonne contre l'US Dax et perdu sur le score de 32 à 9. André Boniface et Christian Darrouy mettent alors un terme définitif à leur carrière de joueur au sein du Stade montois. Darrouy ne prend pas sa retraite sportive immédiatement et joue encore au sein du club landais de Roquefort.

## Palmarès

### En club
En dix-huit saisons passées avec le Stade montois, Christian Darrouy remporte le championnat de France 1962-1963 et perd la finale en 1958-1959. Il remporte le Challenge Yves du Manoir en 1960, 1961 et 1962, il est finaliste en 1958 et 1966.

### En équipe nationale
Christian Darrouy a remporté deux Tournois en 1959 et en 1967. Il termine deuxième à trois reprises et seulement deux fois au-delà de la deuxième place.
|         |      |                  |                   |                |
| Édition | Rang | Résultats France | Résultats Darrouy | Matchs Darrouy |
| 1957    | 5    | 0 v, 0 n, 4 d    | 0 v, 0 n, 4 d     | 3/4            |
| 1959    | 1    | 2 v, 1 n, 1 d    | 0 v, 1 n, 0 d     | 1/4            |
| 1963    | 2    | 2 v, 0 n, 2 d    | 2 v, 0 n, 2 d     | 4/4            |
| 1964    | 3    | 1 v, 1 n, 2 d    | 1 v, 1 n, 1 d     | 3/4            |
| 1965    | 2    | 2 v, 1 n, 1 d    | 1 v, 1 n, 1 d     | 3/4            |
| 1966    | 2    | 2 v, 1 n, 1 d    | 2 v, 1 n, 1 d     | 4/4            |
| 1967    | 1    | 3 v, 0 n, 1 d    | 3 v, 0 n, 1 d     | 4/4            |

Légende : v = victoire ; n = match nul ; d = défaite ; la ligne est en gras quand il y a Grand Chelem.

## Statistiques en équipe nationale
De 1957 à 1967, Christian Darrouy dispute 40 matchs avec l'équipe de France au cours desquels il marque 23 essais (69 points). Il participe notamment à sept Tournois des Cinq nations de 1957 à 1967. Il remporte deux tournois. Il participe aux tournées en Afrique du Sud en 1964 et en 1967.
Christian Darrouy débute en équipe nationale à 20 ans le 26 janvier 1957 sans être titulaire du poste d'ailier gauche jusqu'à la fin de l'année 1962. Il dispute 33 matchs de 1963 à 1967 . Par sa position et son style de jeu, il est exposé aux blessures, en tenant compte également des régimes alimentaires des sportifs de cette époque, ; de ce fait, il manque plusieurs matchs. Il est désigné capitaine à dix reprises.
Christian Darrouy bat le record du plus grand nombre d'essais avec le XV de France de l'ailier Jean Dupuy qui a marqué 19 essais en 40 sélections de 1956 à 1964, en inscrivant 23 essais durant sa carrière internationale. Serge Blanco porte le record à 38 unités, dépassant l'ailier landais en 1989.
Avec 13 essais dans le Tournoi des Cinq nations, il détient le record français avant d'être dépassé par Serge Blanco et Philippe Sella, quatorze essais chacun.

## Style, surnom
Christian Darrouy est un finisseur qui fait parler sa pointe de vitesse,. Il est habile des deux pieds, excellent sur les coups de pied de recentrage. Mince, il mesure 1,80 m (5′ 11″). Son rôle est de terminer le travail de ses coéquipiers en marquant des essais. Il est assez désinvolte : « Je ne suis pas rugby. Je ne suis pas vaillant. Je ne vois que la ligne blanche ».
Le romancier et journaliste Antoine Blondin l'appelle « l'Éliacin à réaction » : « Je ne savais pas ce qu'était un éliacin ? L'éliacin, c'est un enfant jeté très tôt dans les jeux du cirque », dit-il. « Ça me plaît bien comme surnom. Surtout à une époque où il n'y avait que des avions à moteur ».

## Autres activités
Christian Darrouy vit à Saint-Avit, commune à la sortie nord de Mont-de-Marsan, où il s'établit avec son épouse Monique , sa famille et ses chiens de chasse, en bordure de forêt et à quelques mètres de son terrain de golf préféré. Il exerce la profession d'instituteur, jusqu'à l'âge de la retraite. Depuis tout petit, Christian Darrouy a une passion pour la chasse,. « Mes parents et mes grands-parents chassaient. Quand j'étais gosse, il n'y avait pas de club de sport à Pouydesseaux, pas de télé… Il n'y avait rien. J'ai passé ma jeunesse avec un lance-pierre dans la poche. » Ce goût pour la chasse et la méconnaissance de la diététique sportive alors inconnue le conduisent à consommer trop de gibier et de viande rouge ; il manque des matchs sur blessure.
En construisant sa maison à Saint-Avit, il peut vivre « dehors » ; « mes deux filles allaient au collège à Mont-de-Marsan, ça me faisait trop loin pour rentrer à Pouydesseaux à chaque fois. J'avais trouvé ce terrain ici à cinq minutes, avec des arbres, de la forêt. J'aime vivre dehors, ça me convenait très bien ».
Ayant atteint la cinquantaine, Christian Darrouy s'est mis au golf.